# Beipiaosaurus
A Beipiaosaurus ('jelentése 'beipiao-i gyík', a lelőhely közelében fekvő Beipiao városra utalva) a therizinosauroidea theropoda dinoszauruszok egyik neme. A felfedezését 1999. május 27-én jelentették be a Nature című folyóiratban. A fosszíliáit a kínai Liaoning tartományban, a Yixian-formáció (Jihszien-formáció) Jianshangou (Csiensangou) kőzetpadjában találták meg, amely a kora kréta korban, mintegy 124,6 millió évvel ezelőtt keletkezett. Egyetlen ismert faja, a B. inexpectus neve „az állat meglepő tulajdonságaira utal”. E fajhoz tartozóan jelentős mennyiségű fosszilizálódott csont került elő, köztük koponya töredékek, egy állkapocscsont, három nyakcsigolya, négy hátcsigolya, egy farokcsigolya, a lapocka és a hollócsőr, egy egész mellső láb, valamint egy teljes medence, a hátsó lábbal együtt. 2009-ben Xu (Hszü) és szerzőtársai leírást készítettek egy második példányról, mellyel együtt egy teljes koponya és az egyedi, hosszú tollakból álló, kiterjedt tolltakaró is előkerült.
A therizinosauroideák pontos osztályozása komoly viták tárgya volt, mivel prosauropodaszerű fogazattal és olyan testfelépítéssel rendelkeztek, ami azt jelzi, hogy a szokványos theropodáktól eltérően általában növényevők voltak.
A Beipiaosaurust olyan kezdetleges therizinosauroideának tartják, melynek jellemzői arra utalnak, hogy az összes therizinosauroidea, köztük a jóval fejlettebb Therizinosauridae család tagjai coelurosaurus theropodák voltak, és nem a sauropodomorphák vagy a madármedencéjűek rokonai, ahogyan azt korábban gondolták.

## Anatómia
A Beipiaosaurus 2,2 méteres hosszával a legnagyobb tollas dinoszauruszok közé tartozott. A jóval fejlettebb therizinosauridáknak négy működő lábujja volt, de a Beipiaosaurus lábfején a belső ujjak kisebbé váltak, azt jelezve, hogy a fejlett therizinosaurida forma talán egy háromujjú therizinosauroidea ősből fejlődött ki. A fej a többi therizinosauroideáéhoz viszonyítva aránylag nagy volt, és egy, a felkar felénél hosszabb állkapocs tartozott hozzá. A Beipiaosaurus fogatlan csőrrel és pofafogakkal rendelkezett.

### Tollak

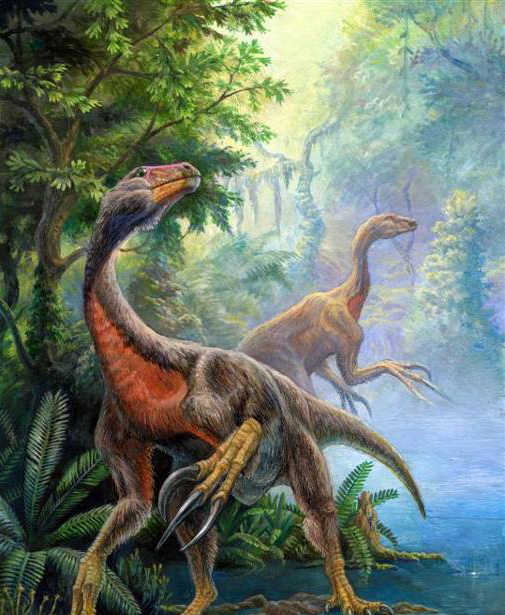
Egy Beipiaosaurus pár rekonstrukciója

A B. inexpectus típuspéldányának bőrlenyomatai azt jelzik, hogy a testet főként pehelytollszerű, a Sinosauropteryxénez hasonló, de valamivel hosszabb, a karra merőlegesen álló rostok borították. Xu és a példányról leírást készítő szerzőtársai felvetették, hogy ezek a pehelytollak átmenetet képeznek a Sinosauropteryx és a jóval fejlettebb madarak (az Avialae csoport) tollai között.
Az ismert theropodák között egyedinek számító Beipiaosaurus már rendelkezett egy másodlagos, hosszabb, az aljtollazatból kiemelkedő, egyszerűbb tollakból álló tolltakaróval. Erről az egyedi (meghosszabbodott, széles, rostos tollakból álló) tollakaróról elsőként Xu és kollégái készítettek leírást 2009-ben, egy törzsből, fejből és nyakból álló példány alapján. Xu és csapata ezeket a tollakat a B. inexpectus eredeti példányánál is megtalálták a további preparálás során.
Az egyedi tollak különböznek más tollaktól, mivel egyetlen elágazásmentes rostból állnak. A legtöbb egyéb tollas dinoszaurusz egy közös pontból vagy szárból elágazó, két vagy több rostból álló, pehelytollszerű tollakkal rendelkezett. A Beipiaosaurus tollai sokkal hosszabbra nőttek a többi kezdetleges típusnál, a hosszúságuk körülbelül 100–150 milliméter volt, ami nagyjából a nyak hosszának fele. A Sinosauropteryx esetében a leghosszabb tollak csak a nyak hosszának mintegy 15%-át érték el.
A Beipiaosaurus tollai szokatlanul szélesek voltak, a típuspéldány esetében 3 milliméteres szélességet állapítottak meg. A Sinosauropteryx legszélesebb tollainak szélessége csak 0,2 millimétert ért el, és a nagyobb nemek, például a Dilong tollai sem voltak sokkal szélesebbek. Emellett a legkezdetlegesebb tolltípusok keresztmetszete kör alakú volt, a Beipiaosaurus tollainak keresztmetszete viszont ovális.
A Beipiaosaurus egyetlen példányánál sem találtak nagy ívben meggörbült vagy meghajlott tollakat, ami azt jelzi, hogy ezek a függelékek elég merevek lehettek. A tollak valószínűleg üregesek voltak, legalábbis a tövük közelében.
Egy 2009-es interjúban Xu kijelentette: „Egyértelmű, hogy a kettő közül egyik [tolltípus] sem repülésre szolgált, bizonyítva, hogy a kihalt állatok egyes struktúráinak feladata nagyon összetett volt, és ebben az esetben sem dönthető el biztosan, hogy a tollak célja a jelzés volt vagy valami más.”. Úgy vélte, hogy a finomabb tollak a szigetelés, a nagyobb tollak pedig a díszítés, talán a társas érintkezés, például a párválasztás vagy a kommunikáció elősegítésére fejlődtek ki.

## Fordítás
- Ez a szócikk részben vagy egészben a Beipiaosaurus című angol Wikipédia-szócikk ezen változatának fordításán alapul.  Az eredeti cikk szerkesztőit annak laptörténete sorolja fel. Ez a jelzés csupán a megfogalmazás eredetét és a szerzői jogokat jelzi, nem szolgál a cikkben szereplő információk forrásmegjelöléseként.

### Magyar nyelven
- Dulai Alfréd: Megvannak a rég keresett dínótollak. [origo], 2009. január 15. (Hozzáférés: 2010. június 25.)

### Angol nyelven
- Jeff Poling: News of the first Beipiaosaurus discovery. Dinosauria. [2005. március 8-i dátummal az eredetiből archiválva]. (Hozzáférés: 2010. június 7.)
- Therizinosauroidea. UCMP, Berkeley. (Hozzáférés: 2010. június 7.)